# Marjam (Almqvist)
Marjam är ett drama av Carl Jonas Love Almqvist. Det ingår i band I av den så kallade imperialoktavupplagan av Törnrosens bok, vilket utkom 1839. Pjäsen utgör en fortsättning på Isidoros af Tadmor, och utspelar sig till en början utanför Jerusalem, i ”dalen sydost om staden i nejden av Siloah”. Förutom de personer som är med i den föregående pjäsen ingår även ”Marjam”, det vill säga Jungfru Maria , samt Josef från Arimataia.
1973 hade Marjam urpremiär på Radioteatern i regi av Gunnar Balgård med Aino Taube, Tord Peterson, Åke Fridell, Ulf Johanson, Gösta Bredefeldt och Marie Göranzon.